# Rosopaella aroka
Rosopaella aroka är en insektsart som beskrevs av Webb 1983. Rosopaella aroka ingår i släktet Rosopaella och familjen dvärgstritar. Inga underarter finns listade i Catalogue of Life.